# Mancoa foliosa
Mancoa foliosa är en korsblommig växtart som först beskrevs av Hugh Algernon Weddell, och fick sitt nu gällande namn av Otto Eugen Schulz. Mancoa foliosa ingår i släktet Mancoa och familjen korsblommiga växter. Inga underarter finns listade i Catalogue of Life.